# 安东·施泰纳
安东·施泰纳（德語：Anton Steiner，1958年9月20日—），奥地利男子高山滑雪运动员。他曾代表奥地利参加1976年、1980年、1984年和1988年冬季奥林匹克运动会高山滑雪比赛，其中1984年冬季奥运会获得一枚铜牌。